# Seyfried von Promnitz
Seyfried d. Ä. Freiherr von Promnitz, auch Seifried oder Siegfried, (* 1534; † 1597) war ein schlesischer Adeliger, der den Kaisern Maximilian II. und Rudolf II. in verschiedenen Ämtern diente.

## Leben
Er war der Sohn Anselms von Promnitz aus der Weichauer Linie der Familie. Seyfried durchlief eine Universitätsausbildung (vornehmlich Jura) und war in jungen Jahren als Assessor am kaiserlichen Kammergericht in Speyer tätig. Später stieg er zum kaiserlichen Rat auf. Seine Fähigkeiten, die Verwandtschaft mit Bischof Balthasar von Promnitz und die unbedingte Treue zu den Habsburgern waren das Fundament für eine steile Karriere. Seine protestantische Konfession bildete dabei kein Hindernis. Maximilian ernannte ihn 1567 zum Präsidenten der Schlesischen Kammer. In den Jahren 1571 bis 1579 war er kaiserlicher Kommissar bei den Schlesischen Fürstentagen. Beide Ämter versah er zur Zufriedenheit nicht nur des Landesherren, sondern auch der schlesischen Stände. Dass auch die böhmischen Stände Seyfried von Promnitz das Inkolat verliehen, zeigt, welch bedeutende politische Position er während der 1570er Jahre in der gesamten Böhmischen Krone hatte. 1570/71 war Seyfried auch Mitglied der zentralen Hofkammer in Wien.
Im Jahr 1561 ernannte Fürstbischof Balthasar von Promnitz seinen Großneffen zum Hauptmann der Herrschaften Sorau und Triebel in der Niederlausitz. Diese großen Güter erbte er ein Jahr darauf, wie auch die Pfandschaft im Fürstentum Sagan. Zwei Jahrzehnte später konnte Seyfried d. Ä. von Promnitz 1581 auch noch die Herrschaft Hoyerswerda in der Oberlausitz erwerben, wofür er einige kleine Güter in Schlesien an die Vorbesitzer abtrat und einen Wertausgleich von 33.000 Talern zahlte.
Seyfried d. Ä. von Promnitz kümmerte sich intensiv um die Steigerung der Erträge aus seinen Besitzungen, wobei er die bäuerlichen Untertanen aber nicht besonders hart belastete. Stattdessen investierte er in die Eigenwirtschaften seiner Güter. Er erbaute ein Malzhaus in Sorau, legte Eisenhämmer, Weinberge und Obstgärten an. In Neudorf an der schlesisch-niederlausitzischen Grenze errichtete er mit kaiserlicher Genehmigung eine Zollstation.
Strenger ging er als Pfandherr gegen die Bürgerschaften von Sagan und Priebus vor. Er nahm ihnen die freie Ratswahl und schränkte die städtischen Freiheiten durch verschiedene Ordnungen ein, mit denen er aber den wirtschaftlichen Aufschwung der beiden Kommunen erfolgreich förderte. Die protestantischen Bürger Sagans schützte Seyfried gegen die ersten Ansätze der Gegenreformation, die vom dortigen Kloster ausgingen. Mit dem Kloster hatte er langwierige Rechtsstreitigkeiten, die 1580 nach fast 15 Jahren durch einen Vergleich beigelegt wurden.
In seiner Herrschaft Sorau-Triebel erließ er 1578 eine evangelische Kirchenordnung, vermutlich die erste in der Niederlausitz. 1593 weihte er die neu erbaute Schlosskirche in seiner Residenzstadt Sorau ein. Ebenfalls in Sorau ließ er eine Druckerei eröffnen.
Sowohl Maximilian II. als auch Rudolf II. besuchten bei ihren Huldigungsreisen in die Niederlausitz Seyfried d. Ä. von Promnitz in Sorau. Kaiser Rudolf blieb 1578 sogar eine Woche und ließ den Huldigungslandtag in Sorau abhalten. 1593 war Seyfried d. Ä. Führer der nach Polen ausgeschickten kaiserlichen Gesandtschaft.
Seyfried war seit 1558 mit Ursula von Schaffgotsch († 1587) verheiratet, die ihm 20 Kinder gebar. 1590 vermählte er sich erneut und zwar mit Benigna von Lobkowitz, mit der er eine gemeinsame Tochter hatte. Von seinen Kindern überlebten ihn die Söhne Heinrich Anselm (gest. 1622), Weighart d. Ä. (gest. 1618), Seyfried d. J. (gest. 1623) und George (gest. 1637) sowie sieben Töchter. Die Nachkommen Georges sind heute noch in Deutschland, Amerika und Australien zu finden.